# 浜松市立城北図書館
浜松市立城北図書館（はままつしりつじょうほくとしょかん）は、静岡県浜松市中央区にある公共図書館。
1978年（昭和53年）に文丘町に開館し、2006年（平成18年）に和地山2丁目に移転した。浜松市立図書館には中央館として浜松市立中央図書館があるが、城北図書館は第二中央館という位置づけであり、蔵書冊数・貸出冊数・入館者数は浜松市立図書館24館の中でもっとも多い。産業関連の専門書やビジネス書が充実している。浜松市による直営だが、図書館流通センターが窓口業務を受託している。

## 歴史

### 文丘町時代(1978-2006)
浜松市交通部の女子寮として1960年（昭和35年）に建設された建物を再整備し、1978年（昭和53年）に文丘町に浜松市立城北図書館が開館した。やがて老朽化と狭隘化が深刻となったため、浜松市は2002年（平成14年）3月、移転先用地として和地山公園北側にある農林水産省天竜森林管理署の跡地6,700m2を国から購入した。移転前年の2005年度末の蔵書冊数は81,566冊（22館中8位）、2005年度の貸出冊数は214,802冊（22館中10位）、2005年度の利用者数は64,600人（22館中10位）だった。

### 和地山2丁目時代(2006-)

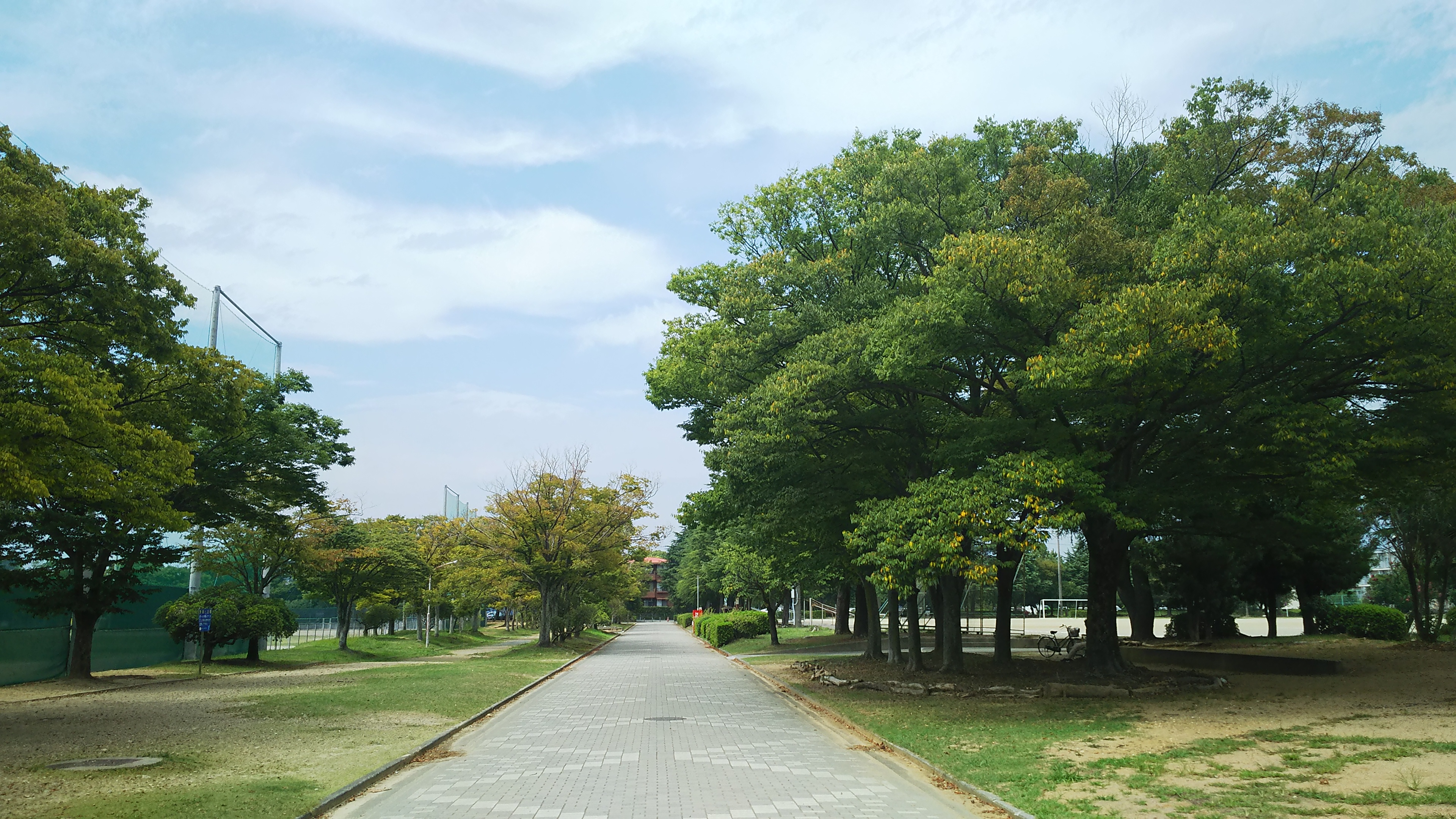
隣接する和地山公園

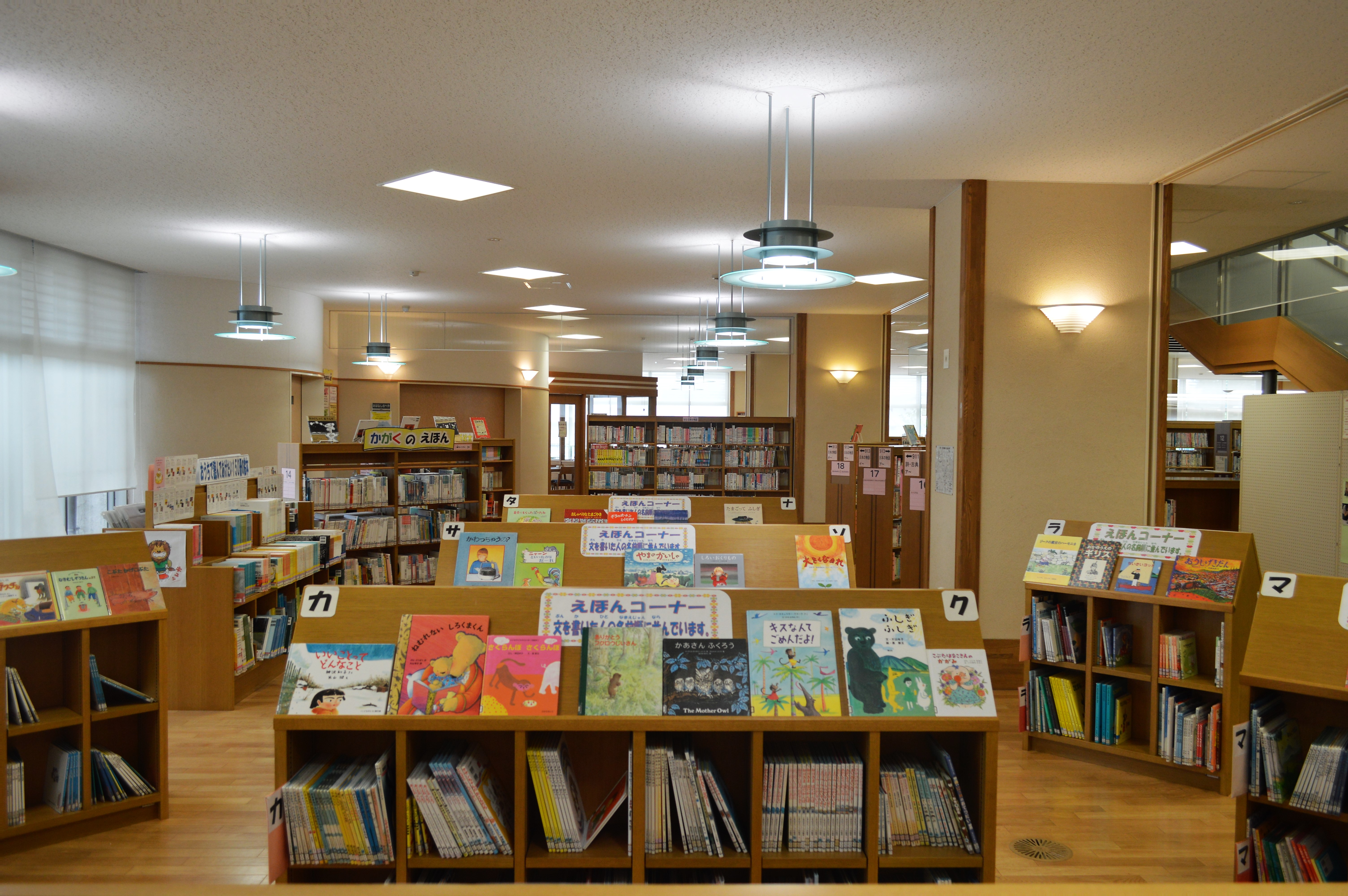
児童書の書架

2006年（平成18年）10月1日、城北図書館は文丘町から和地山2丁目に移転開館した。城北図書館の南側には和地山公園があり、西側には静岡県自動車学校浜松校がある。和地山公園のさらに南側には静岡大学浜松キャンパスがある。城北図書館は公園と住宅地に囲まれていることから、景観を損ねないように1層分は地下に埋め込まれている。建設費は17億8000万円。
開館前年の2005年（平成17年）7月1日には浜松市周辺の2市8町1村が浜松市に編入合併されている。合併後しばらくは各自治体が使用していた9種類の図書館システムが並立していたが、城北図書館の移転開館を機に全21館分室の市立図書館すべてを統合するネットワーク化が行われた。これに合わせて浜松市立図書館の全蔵書約200万冊にICタグが貼られたが、43万冊の高岡市立図書館を上回って日本最多のICタグ貼付数であり、アメリカ合衆国のシアトル公共図書館（約220万冊）や中国の深圳図書館（約180万冊）にも見劣りしない規模とされる。
2013年（平成25年）には浜松市立図書館で初めて「静岡新聞データベースplus日経テレコン」を導入した。2014年（平成26年）8月1日、浜松市立図書館で初めて国立国会図書館デジタルコレクションを導入した。静岡県内では富士市立中央図書館と静岡県立中央図書館に次いで3例目である。2016年度末の蔵書冊数は474,500冊（24館中1位）、2016年度の貸出冊数は585,042冊（24館中1位）、2016年度の利用者数は159,399人（24館中1位）だった。

## 特色
| 中央図書館との蔵書冊数の比較 （2016年度末） | 中央図書館との蔵書冊数の比較 （2016年度末） | 中央図書館との蔵書冊数の比較 （2016年度末） | 中央図書館との蔵書冊数の比較 （2016年度末） | 中央図書館との蔵書冊数の比較 （2016年度末） |
| ------------------------------------------- | ------------------------------------------- | ------------------------------------------- | ------------------------------------------- | ------------------------------------------- |
| 館                                          |                                             |                                             |                                             | 冊数                                        |
| 城北図書館                                  | 城北図書館                                  |                                             | 474,500                                     | 474,500                                     |
| 中央図書館                                  | 中央図書館                                  |                                             | 291,267                                     | 291,267                                     |

| 中央図書館との貸出冊数の比較 （2016年度） | 中央図書館との貸出冊数の比較 （2016年度） | 中央図書館との貸出冊数の比較 （2016年度） | 中央図書館との貸出冊数の比較 （2016年度） | 中央図書館との貸出冊数の比較 （2016年度） |
| ----------------------------------------- | ----------------------------------------- | ----------------------------------------- | ----------------------------------------- | ----------------------------------------- |
| 館                                        |                                           |                                           |                                           | 冊数                                      |
| 城北図書館                                | 城北図書館                                |                                           | 585,042                                   | 585,042                                   |
| 中央図書館                                | 中央図書館                                |                                           | 403,211                                   | 403,211                                   |

### 「第二の中央図書館」
浜松市立図書館の中央館としては浜松市立中央図書館があるが、中央図書館は施設の狭隘化が進んでおり、城北図書館は「第二の中央図書館」として整備された。6,530m2という延床面積は浜松市立中央図書館を上回り、浜松市立図書館の中で最大である。開架の収蔵冊数は15万冊であり、閉架の収蔵冊数は40万冊である。
中央図書館閉架書庫にあった資料のうち郷土資料などを除く図書、クリエート浜松に収蔵されていたビデオ・CD・DVDが城北図書館に移管されたほか、移動図書館の拠点も城北図書館に集約された。開館時には自動閉架書庫が導入されているが、同時期には川口市立中央図書館、奈良市立北部図書館、稲城市立中央図書館、高岡市立中央図書館、ゆうき図書館、桑名市立中央図書館などにも自動閉架書庫が導入済だった。

### ビジネス支援サービス
城北図書館の特色として、ビジネス支援サービスに力を入れていることが挙げられる。産業関連の専門書約2,000冊やビジネス書が充実しており、また2006年（平成18年）の移転開館当初よりインターネット用パソコンを設置している。はままつ産業創造センターから派遣された専門家らが城北図書館で企業相談会を開催しており、事業化が実現した例もある。

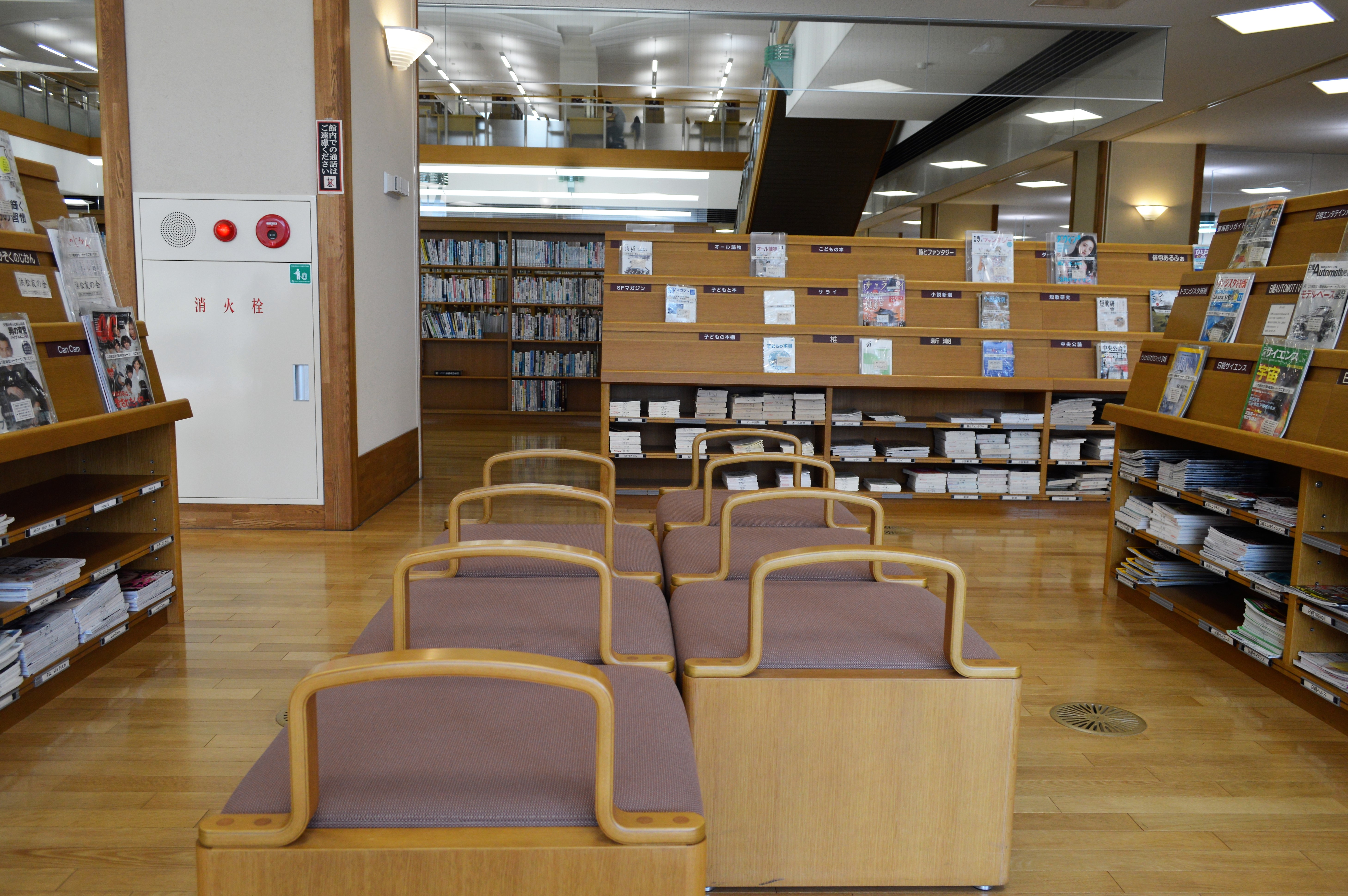
雑誌コーナー
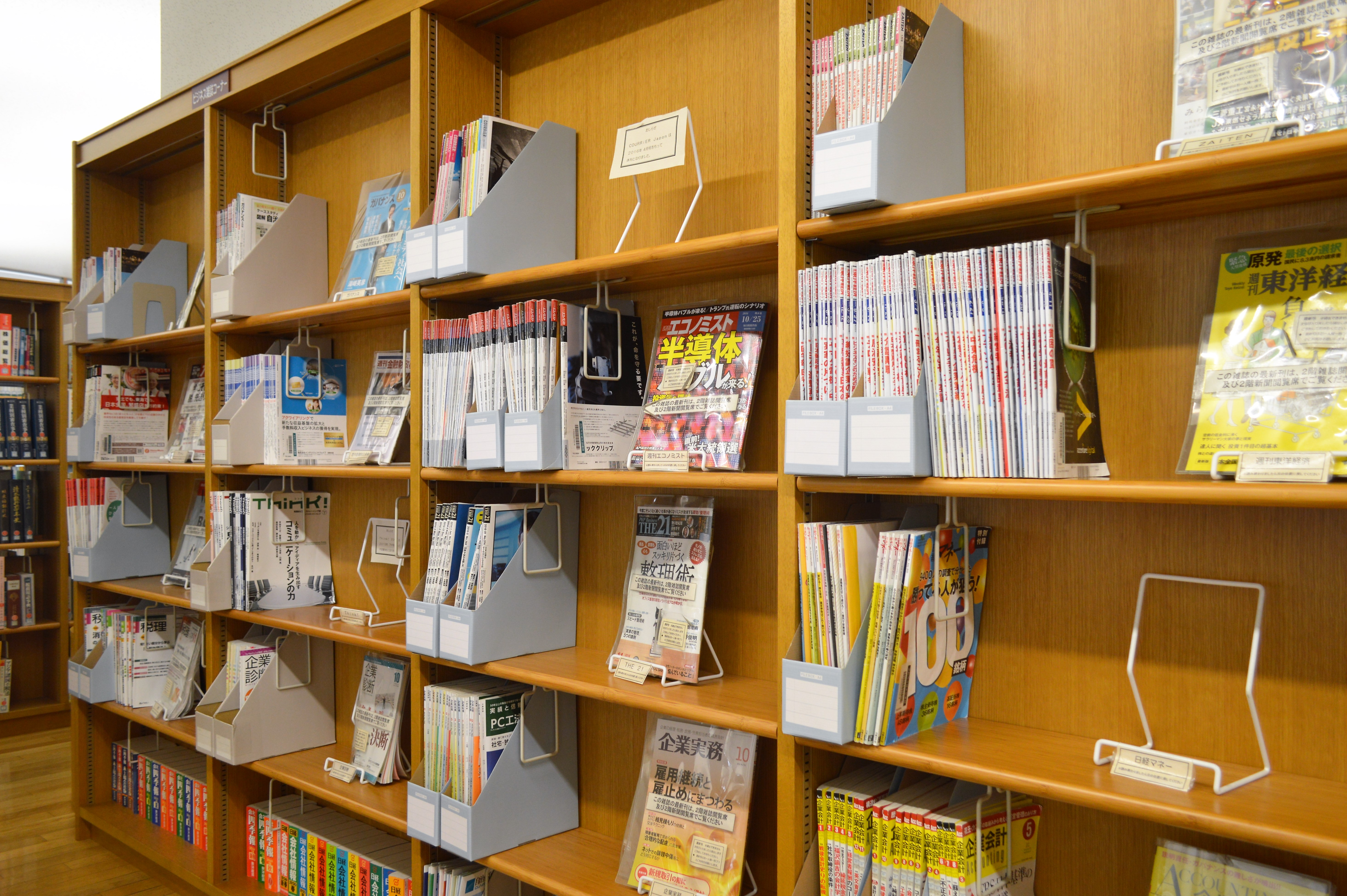
ビジネス支援コーナー
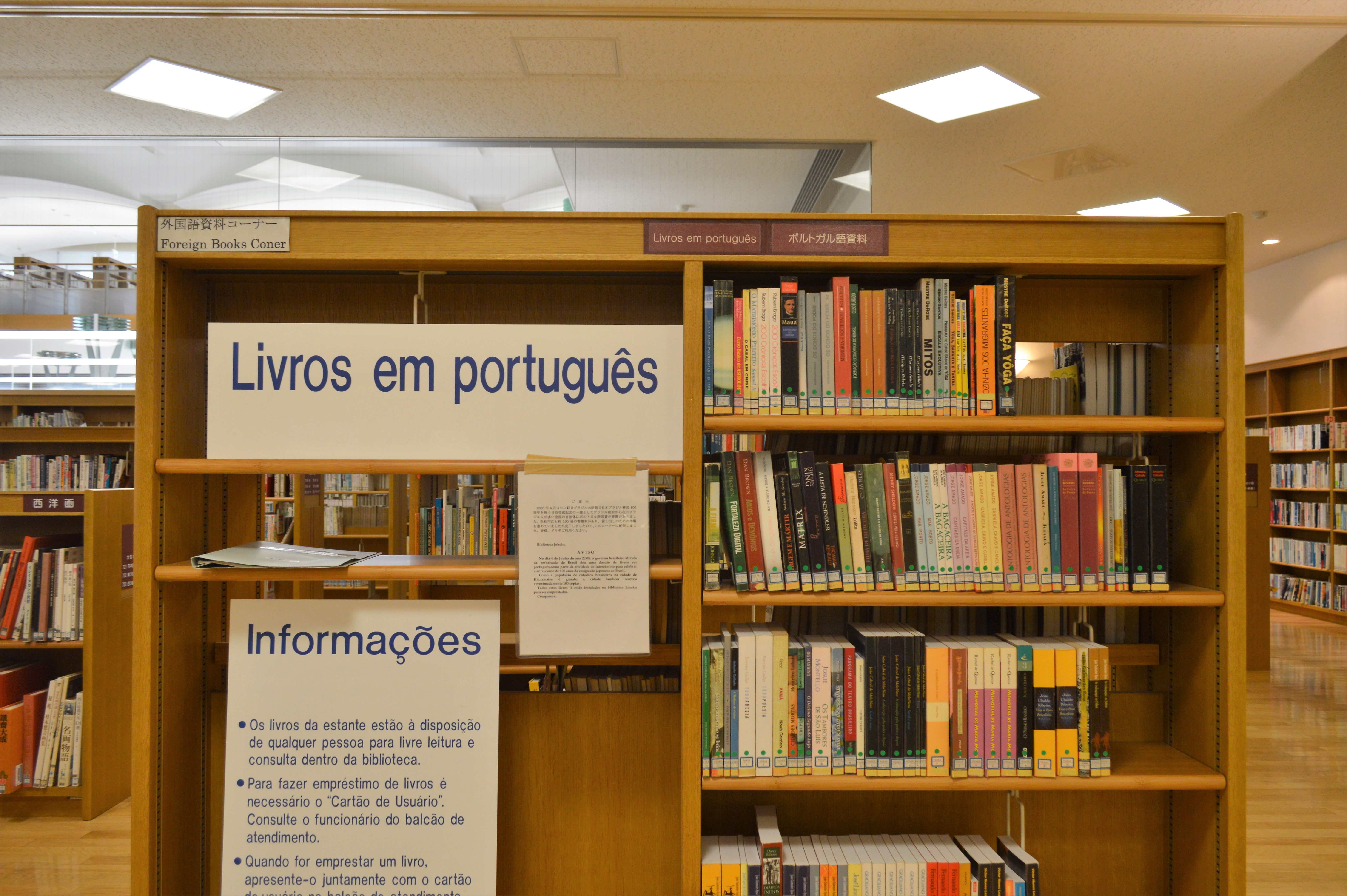
外国語資料コーナー
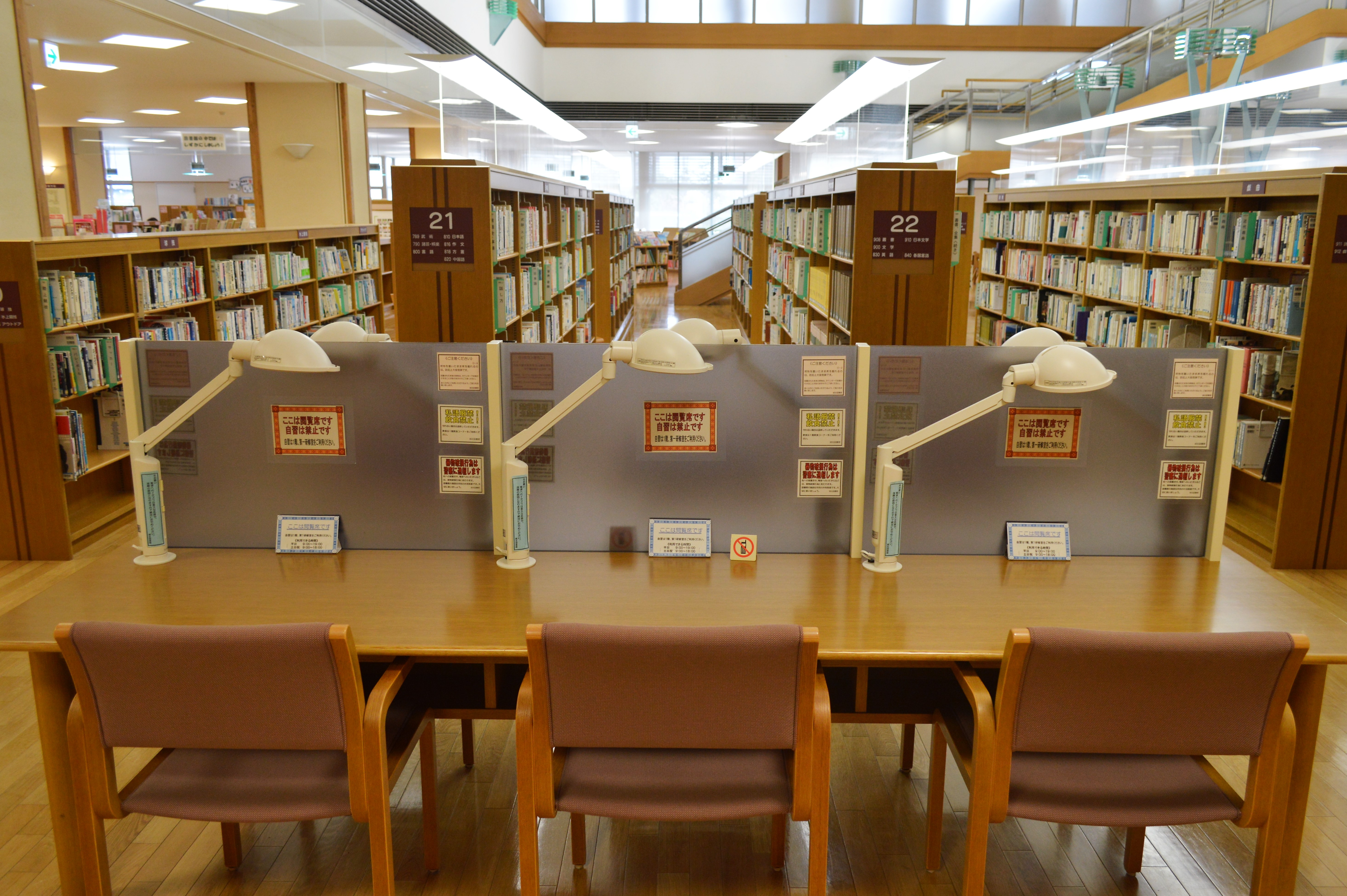
閲覧席
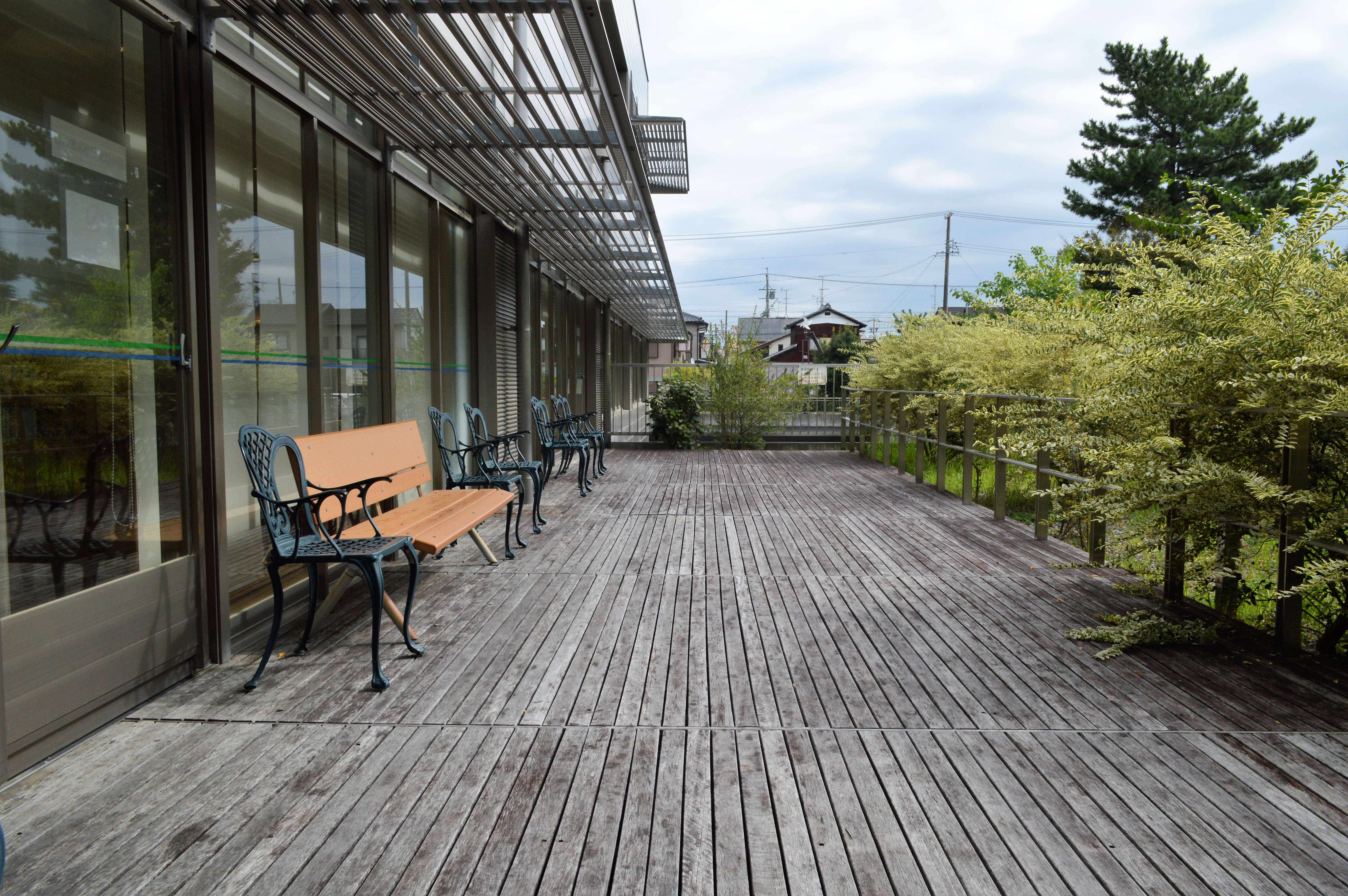
2階のテラス

## 利用案内

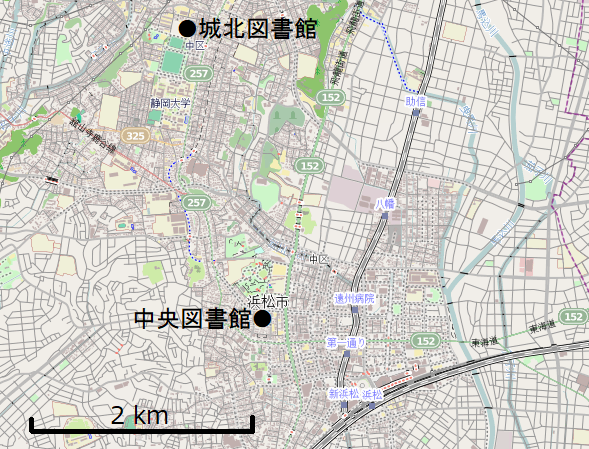
城北図書館と中央図書館の位置関係

- 開館時間
月曜日-金曜日 : 9時-19時
土曜日・日曜日・休日 : 9時-18時
- 休館日
年末年始、館内整理日（毎月第4木曜日）、蔵書点検期間
- アクセス
遠鉄バス40気賀三ヶ日線、41高台線、43引佐線、45奥山線、46・46-テ都田線・47葵町医大線、48和合西山線「和地山」停留所下車徒歩4分
遠鉄バス8せいれいまわり富塚じゅんかん「和地山北」下車徒歩4分